# 작은갈라고
작은갈라고 또는 작은부시베이비(Lesser bushbaby)는 곡비원류에 속하는 영장류의 속(屬)이다. 이들은 아마 아프리카에서 가장 많은 영장류이며, 아프리카 대륙의 모든 대형 산림에서 발견된다. 이들은 자신들의 손에 소변을 보고, 자신이 오른 나무에 흔적을 남기며 떠남으로써 자신들의 영역을 표시한다. 그리고 매일 밤 나무들 사이를 이들 흔적을 따라 간다. 이들은 로리스과 영장류와 관련이 있으며, 습성과 해부학적 특징이 비슷하다. 이들은 매우 재빨라서, 일반적으로 숨어서 공격하기보다는 속도로 사냥한다. 원시 부시베이비는 모든 여우원숭이의 조상으로 생각되고 있다.
- 작은갈라고속 (Galago)
  - 세네갈갈라고 군
    - 세네갈갈라고 (Galago senegalensis)
    - 모홀갈라고 (Galago moholi)
    - 소말리아갈라고 (Galago gallarum)

  - 동바늘발톱갈라고 군
    - 동바늘발톱갈라고 (Galago matschiei)